# БММ-80
БММ-80 «Симфония» (ГАЗ-59039) — российская бронированная медицинская машина. Создана на базе бронетранспортёра БТР-80 в конструкторском бюро Горьковского автомобильного завода.

## Описание конструкции
Основной функцией БММ-80 является поиск и эвакуация раненых из различных очагов поражения. Также имеется возможность оказания первой медицинской помощи в процессе эвакуации. Машина позволяет действовать в различных сложных климатических условиях, а также в труднопроходимых местах. Машина может использоваться врачебной бригадой в качестве подвижной перевязочной. Экипаж машины составляют 3 человека. В корпусе машины имеется 7 мест для перевозки раненых, а также есть 2 места на крыше для перевозки дополнительно 2 раненых на носилках.
В составе оборудования машины имеются:
1. Шестиместное сидение с перевязочными ремнями;
2. Стеллажи для установки медицинского оборудования и носилок;
3. Умывальник;
4. Сейф;
5. Бак для питьевой воды;
6. Палатка для размещения 12 раненых.

## Модификации
В зависимости от установленного медицинского оборудования БММ-80 может выполнять различные функции.
- БММ-1 — машина для эвакуации раненых с поля боя[2].
- БММ-2 — медпункт батальона[2].
- БММ-3 — подвижная перевязочная с комплексом автоперевязочной АП-2[2].